# Hodžavendski rajon
Hodžavendski rajon (azerski: Xocavənd rayonu, armenski: Խոջավենդի շրջան) je jedan od 66 azerbajdžanskih rajona. Hodžavendski rajon se nalazi na jugu Azerbajdžana. Središte rajona je Hodžavend. Površina Hodžavendskog rajona iznosi 1.460 km². Hodžavendski rajon je prema popisu stanovništva iz 2009. imao 41.599 stanovnika, od čega su 20.243 muškarci, a 21.356 žene.
Dio rajona se od Prvog rata u gorskom Karabahu nalazi pod kontrolom Gorskog Karabaha, a u drugom ratu 2020. je jedan njegov dio vraćen pod nadzor Azerbajdžana.